# Tiefstellung
Eine Tiefstellung (auch Subskript von lateinisch sub, "unter" und scriptum „geschrieben“) ist eine Zahl, ein Buchstabe oder ein anderes Zeichen, das unterhalb der normalen Druckzeile geschrieben wird. Subskripte werden häufig in Formeln, mathematischen Ausdrücken oder Summenformeln von Molekülen benutzt. Allgemein bekannt ist die Summenformel von Wasser: H2O. Typographisch werden Tiefstellungen mit einer tieferen Schriftlinie und einem kleineren Schriftgrad als der restliche Text ausgezeichnet. Bei dem oberen Beispiel der Summenformel von Wasser sollte die Zahl Zwei ungefähr zwei Drittel so groß wie das H und das O sein. In den meisten Textverarbeitungsprogrammen wird dies automatisch ausgeführt.

## Erstellung, Eingabe
- In HTML und der WikiSyntax wird tief gestellter Text mit Hilfe der Tags <sub> und </sub> erstellt; <sub>Tief</sub> ergibt Tief.
- In TeX’ math-Modus, der auch in MediaWiki benutzt wird, werden Tiefstellungen mit Hilfe eines Unterstrichs (_) erstellt: $X_{ab}$ ergibt {\displaystyle X_{ab}}.
- In TeX’ text-Modus werden Tiefstellungen mit dem Befehl \textsubscript{} erstellt.

## Verwendung
- In chemischen Summenformeln, z. B. von Schwefelsäure H2SO4, wird die Anzahl der enthaltenen Atome einer Verbindung durch Tiefstellung dargestellt.
- Bei mathematischen Formeln werden Indizes tiefgestellt, z. B. {\displaystyle a_{0}+a_{1}x_{1}+a_{2}x_{2}}
- Tiefstellungen kommen auch bei physikalischen Konstanten vor, so ist der absolute Nullpunkt {\displaystyle T_{0}}.